# الكذب على الأطفال
الكذب على الأطفال هو تفسير مبسط للمواد التقنية أو المعقدة كوسيلة لتعليم الأطفال والناس العاديين. تم دمج هذه التقنية من قبل الأكاديميين في مجالات البيولوجيا والتطور والمعلوماتية الحيوية والعلوم الاجتماعية. يرتبط ارتباطًا وثيقًا بالمفهوم الفلسفي المعروف باسم سلم فيتجنشتاين.

## الأصل
تمت مناقشة مفهوم «كذبة على الأطفال» لأول مرة من قبل العالم جاك كوهين وعالم الرياضيات إيان ستيوارت في كتاب سنة 1994 «انهيار الفوضى: اكتشاف البساطة في عالم معقد».  قاموا بتوضيح آرائهم بشكل أكبر في كتابهم المؤلف عام 1997.  «أشكال الواقع: تطور العقل الفضولي.» اكتسب المفهوم عرضًا أكبر عندما تعاونوا مع المؤلف المشهور تيري براتشيت، ناقشوا «أطفال محليون» في كتاب «علم الديسكورلد» (1999). 
ناقش كوهين وستيوارت «كذبة على الأطفال» والرغبة الكامنة في المجتمع لرؤية البساطة فيما يتعلق بالمفاهيم المعقدة في كتابهم «انهيار الفوضى» لعام 1994.    
كتب ستيوارت وكوهين في كتاب «أشكال الواقع» (1997) أن مفهوم الكذب على الأطفال يعكس الصعوبة الكامنة في الحد من المفاهيم المعقدة أثناء عملية التعليم.   أشار ستيوارت وكوهين إلى أن الواقع نفسه كان يُنظر إليه ضمن منظور الإنسان: «أي وصف مناسب لعقول البشر لفهمه يجب أن يكون نوعًا من الكذب على الأطفال -فالواقع الحقيقي دائمًا معقد للغاية بالنسبة لعقولنا المحدودة».
ناقش أمين المكتبة والمحرر أندرو سوير مفهوم «كذبة على الأطفال» الذي قدمه العلماء كوهين وستيوارت في كتابين غير خياليين في وقت مبكر.   كتب سوير: "في انهيار الفوضى وأشكال الواقع، صادفنا أيضًا مفهوم" كذبة على الأطفال “-القصص المبسطة بالضرورة التي نخبر الأطفال والطلاب أساسًا لفهمها حتى يتمكنوا في النهاية من اكتشاف ذلك حيث انها ليست في الحقيقة واقعية".
التعريف الوارد في «علم الديسكورلد» (1999) هو كما يلي: «إن الكذب على الأطفال هو بيان خاطئ، ولكنه مع ذلك يقود عقل الطفل نحو تفسير أكثر دقة، وهو أن الطفل لن يكون قادرًا إلا أن يقدر ما إذا كان قد استوعب بالكذب».  يعترف المؤلفون بأن بعض الأشخاص قد يعترضون على قابلية تطبيق المصطلح كذبة، بينما يدافعون عنه على أساس أنه «لأفضل الأسباب الممكنة، لكنه لا يزال كذبة».  وجهة النظر هذه مستمدة من وجهات نظر سابقة في مجال فلسفة العلوم.
في مقابلة أجراها عام 1999، علق براتشيت على العبارة: "أنا أحب فكرة الأكاذيب على الأطفال، لأنها تكمن وراء الطريقة التي ندير بها مجتمعنا وتردد صدى جيدًا مع ديسكورلد."   في التعليم المبكر: "تصل إلى مستويات الامتياز اللامعة الخاصة بك، والمهمة الأولى للمعلمين هي أن تكشف أن ما اعتقدت أنه حقيقي صحيح فقط بالنسبة لقيمة معينة من" الحقيقة". حذر براتيت: "معظمنا يحتاج فقط إلى معرفة" كافية "بالعلوم، ويتم إيصاله إلينا في الاستعارات والقياسات التي تعضنا في العراء إذا اعتقدنا أنها هي نفس الحقيقة."
قام كوهين وستيوارت بمزيد من التفصيل حول موضوع الكذب على الأطفال في كتاب عام 2002 الذي شارك في تأليفهما حول علم الأحياء الخارجية، تطور الأجنبي: علم الحياة خارج كوكب الأرض. في العمل، انتقد المؤلفون استخدام الكذب على الأطفال كمنهجية تعليمية لها تأثير جانبي مؤسف يتمثل في تقليل مفاهيم العلوم المعقدة إلى تفسيرات مبسطة بشكل مفرط. تم سؤال ستيوارت في مقابلة أجراها عام 2015 حول وجهات نظره بشأن براتشيت بما يتجاوز تأثير الكذب على الأطفال، وتأخذ المؤلف في فهم العلم. علق ستيوارت على التفاعل بينه وبين كوهين مع براتشيت أثناء عملية الكتابة: «لم يتم تدريب تيري كعالم، لكنه كان لديه الموقف الصحيح من النقد. لقد كان يقرأ على نطاق واسع بشكل غير عادي، وسيطرح كل أنواع الأسئلة غير المتوقعة هذا حقا جعلني أنا وجاك نفكر.» 
أوصى المؤلفان مايكل مورهاوس وبول باري بالأعمال الأصلية التي تناقش مفهوم إجراء مزيد من التحليل للظاهرة: "إنها تستحق القراءة إذا كنت تتخيل الضحك وأنت تتظاهر بالعمل.

## استخدامها في تعليم الكبار
لا ينبغي أن يؤخذ مصطلح «الكذب على الأطفال» على أنه يعني استخدامًا حصريًا في تعليم الطفولة. يستخدم اختصاصيو التوعية في المدارس الثانوية وما بعد الثانوية نماذج أكثر دقة لكنها لا تزال «غير صحيحة» كوسيلة لتوضيح الموضوعات المعقدة.
يوجد مثال نموذجي على ذلك في الفيزياء، حيث لا يزال نموذج بوهر لأصداف الإلكترون الذري يستخدم غالبًا لإدخال التركيب الذري قبل الانتقال إلى نماذج أكثر تعقيدًا تعتمد على ميكانيكا المصفوفة؛ وفي الكيمياء، حيث غالبًا ما يتم تقديم تعريفات آرهينيوس للأحماض والقواعد، يتبعها (بطريقة مشابهة للتطور التاريخي للنموذج) تعريفات برونستيد -لوري ومن ثم تعريفات لويس.

 غالبًا ما يشرح معلمو المدارس الثانوية والمدربون الجامعيون في البداية أن النموذج الذي هم على وشك تقديمه غير مكتمل. أعطى مثال على ذلك جيرالد سوسمان أثناء تسجيل الفيديو عام 1986 لمحاضرات أبيلسون- سوسمان (المحاضرة 1-ب): 
 إذا كنا سنفهم العمليات وكيف نتحكم فيها، فعندئذ يتعين علينا إجراء مناظرة من آليات هذا الإجراء إلى الطريقة التي تتصرف بها هذه العمليات. ما سنحصل عليه هو نموذج ميكانيكي، رسمي أو شبه رسمي، حيث تفهم كيف يمكن للآلة القيام بذلك، في الواقع، من حيث المبدأ. سواءً كان الجهاز الفعلي يفعل ما أقصد إخبارك به فعليًا، فهو غير ذي صلة تمامًا في هذه اللحظة. 

 في الواقع، هذا نموذج هندسي، بنفس الطريقة التي، بالنسبة للمقاوم الكهربائي، نكتب نموذجًا V = IR -إنه حقيقي تقريبًا، لكنه ليس صحيحًا بالفعل؛ إذا وضعت تيارًا كافيًا من خلال المقاوم، فإن ذلك يحدث طفرة، وبالتالي فإن الجهد لا يتناسب دائمًا مع التيار، ولكن بالنسبة لبعض الأغراض يكون النموذج مناسبًا. 
على وجه الخصوص، النموذج الذي سنصفه الآن، والذي أسميه نموذج الاستبدال، هو أبسط نموذج لدينا لفهم كيفية عمل الإجراءات وكيف تعمل العمليات -كيف تسفر الإجراءات عن العمليات. 

 وسيكون نموذج الاستبدال هذا دقيقًا لمعظم الأشياء التي سنتعامل معها في الأيام القليلة المقبلة. ولكن في النهاية، سيكون من المستحيل الحفاظ على الوهم بأن هذه هي الطريقة التي تعمل بها الماكينة، وسوف نذهب إلى طرز أخرى أكثر تحديداً وخصوصية ستظهر المزيد من التفاصيل. 

## التحليل

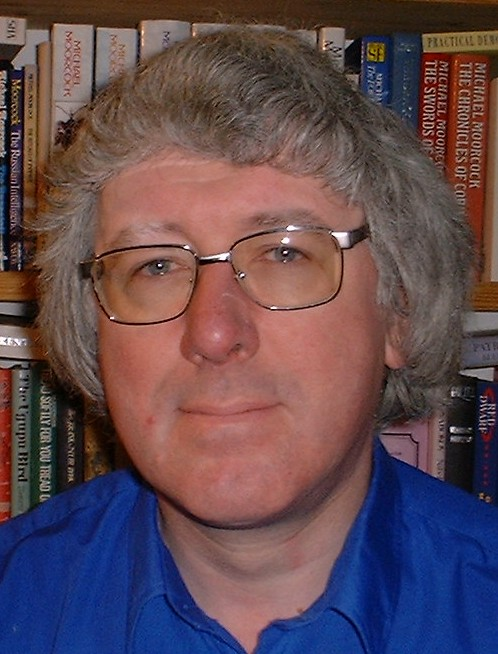
كتب المؤلف البريطاني ديفيد لانجفورد في عام 1999 أن موضوعه المفضل في Discworld هو الكذب على الأطفال.

قام أندرو سوير بمناقشة مفهوم "الكذب على الأطفال" مطولاً في عام 2000، حيث تم إدراج الموضوع نفسه في عنوان المقال: "الرواية والأكاذيب للأطفال:" تعليمات مستساغة في "علم ديسكورلد”.   كتب سوير قائلاً: "إن" الأكاذيب على الأطفال التي نخبرهم بها عن العلم هي شكل مختلف من الخيال العلمي: حيث" الخيال "يؤهل كلمة" العلم ". إنها "خيال عن العلم" وليست "خيال علمي". استنتج سوير: "إن قوة علم ديسكورلد -ولماذا يعد شيئًا جديدًا في الكتابة العلمية -مشتقة من قصة براتشيت كونها أكثر من مجرد مثال تم بناؤه لغرض محدد وهو شرح ما يقوله العلماء. إنه، كما قيل، تعليق / محاكاة ساخرة للطريقة العلمية ".

## روابط خارجية
- "Lies to Children". قوات التلفزيون  [لغات أخرى]‏. 2016. مؤرشف من الأصل في 2016-02-23. اطلع عليه بتاريخ 2016-02-28.{{استشهاد بخبر}}:  صيانة الاستشهاد: علامات ترقيم زائدة (link)
- "Lies-to-children". Scientific Scribbles. جامعة ملبورن. 17 أغسطس 2012. مؤرشف من الأصل في 2015-07-12. اطلع عليه بتاريخ 2016-02-26.
- Kastens، Kim؛ Chayes، Dana (26 أكتوبر 2011). "Telling Lies to Children". Earth and Mind. كلية كارلتون. مؤرشف من الأصل في 2016-02-05. اطلع عليه بتاريخ 2016-02-26.
- "Lies-to-Children". Discworld & Terry Pratchett Wiki. The L-Space Web. 12 يناير 2014. مؤرشف من الأصل في 2015-03-04. اطلع عليه بتاريخ 2016-02-26.
- Nineteenthly (5 مارس 2013). "Lying to Children". يوتيوب. مؤرشف من الأصل في 2021-03-15. اطلع عليه بتاريخ 2016-02-26.